# Gesetz für den Reichsarbeitsdienst

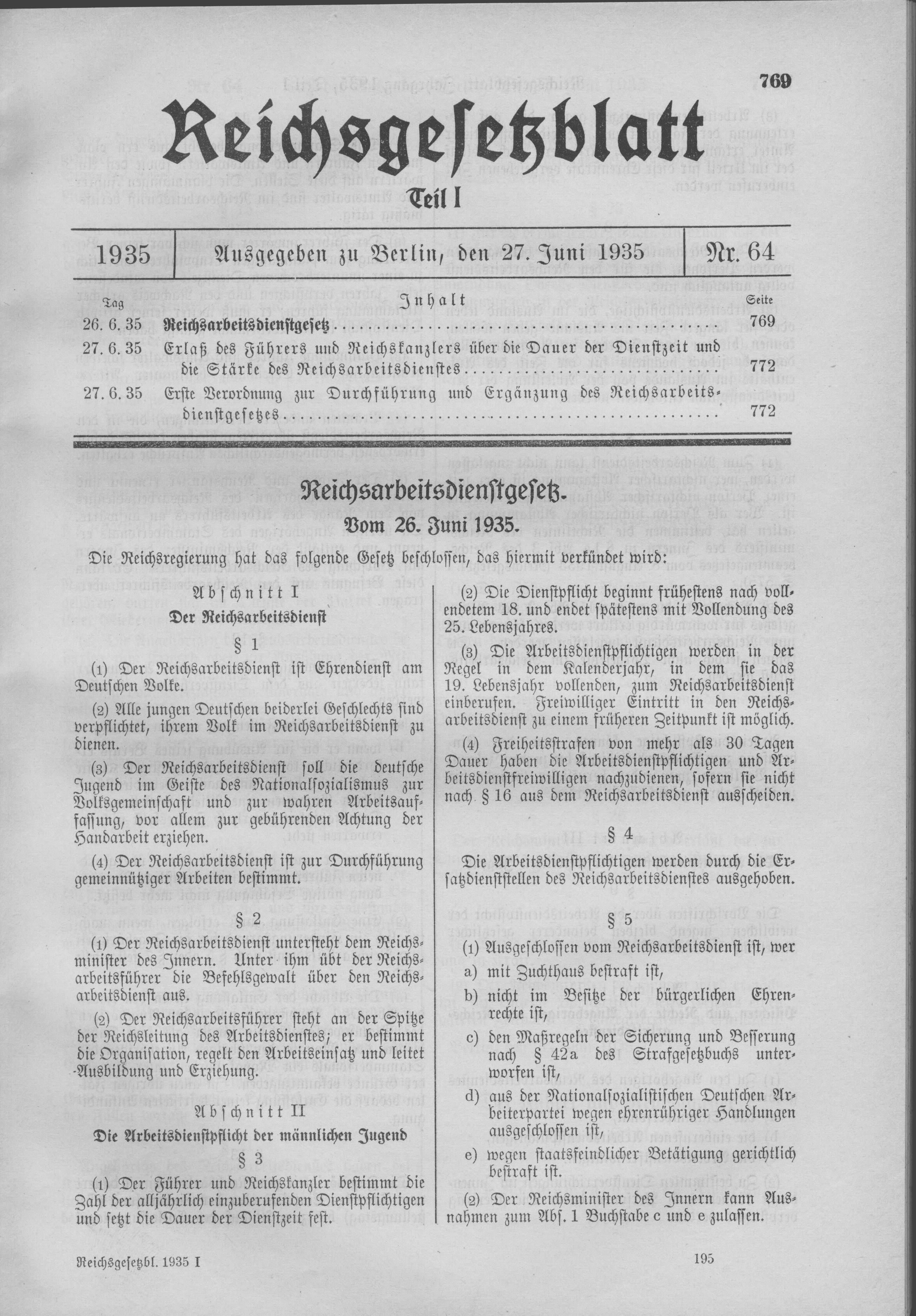
Reichsarbeitsdienstgesetz vom 26. Juni 1935

Das Gesetz für den Reichsarbeitsdienst, kurz Reichsarbeitsdienstgesetz, wurde am 26. Juni 1935 erlassen. Der Reichsarbeitsdienst wurde dem Reichsinnenminister unterstellt; die Befehlsgewalt lag beim Reichsarbeitsführer Konstantin Hierl.
Historischer Vorläufer war der freiwillige Arbeitsdienst während der Weimarer Republik.
Der Dienst war für männliche wie weibliche 18- bis 24-Jährige vorgesehen. Die Ableistung durch die weiblichen Dienstpflichtigen (Arbeitsmaiden) war nach § 9  besonderen gesetzlichen Vorschriften vorbehalten. 1938 wurde durch Hermann Göring das Pflichtjahr  für alle ledigen Frauen unter 25 Jahren eingeführt, 1941 durch Führererlass ein Kriegshilfsdienst für alle RAD-pflichtigen Mädchen von weiteren sechs Monaten.
Die Dauer der Dienstzeit – i. d. R. ein Halbjahr – wurde durch den „Führer und Reichskanzler“ Adolf Hitler festgesetzt. Der Dienst sollte „die deutsche Jugend im Geiste des Nationalsozialismus zur Volksgemeinschaft und zur wahren Arbeitsauffassung, vor allem zur gebührenden Achtung der Handarbeit (gemeint der körperlichen Arbeit) erziehen.“
Nach § 1 galt die Ableistung des Dienstes als „Ehrendienst am deutschen Volke“ und diente der Durchführung gemeinnütziger Arbeiten. Daher wurden verschiedene Personengruppen von der Dienstpflicht ausgeschlossen:
- mit Zuchthaus Bestrafte,
- der bürgerlichen Ehrenrechte Verlustige,
- Sicherungsverwahrte,
- wegen „staatsfeindlicher Betätigung“ gerichtlich Bestrafte,
- „Nichtarier“ nach den Nürnberger Gesetzen oder Menschen, die eine „Mischehe“ führten.

Dem Gesetz zuwider wurden bereits ab 1940 17-Jährige eingezogen und ab 1942 der Einziehungsjahrgang 1924 nicht zu gemeinnütziger Arbeit, sondern zum Kriegseinsatz überwiegend an der Ostfront eingesetzt, auch über die übliche Dauer von sechs Monaten hinaus, ehe sie in Feldausbildungsregimenter übernommen wurden.